# Mandala des deux royaumes
Le mandala des deux royaumes (両界曼荼羅, Ryōkai mandara), aussi connu sous le nom mandala des deux divisions (両部曼荼羅, Ryōbu mandara), est un ensemble de deux mandalas représentant à la fois les cinq bouddha de la sagesse du royaume du diamant comme les cinq rois de la sagesse du royaume de la matrice. Le nombre de divinités disposées autour du cœur varie, mais peut se monter à deux cent quatorze.
Le royaume de diamant représente le principe cosmique immuable du Bouddha, tandis que le royaume de la matrice représente la manifestation, active physique de Bouddha dans le monde naturel. Les mandalas sont donc considérés comme une expression concentrées de l'ensemble du dharma dans le Bouddhisme Mahayana et sont à la racine de l'enseignement du  Vajrayana. Les temples japonais Shingon en particulier, mettent souvent bien en évidence les mandalas des deux royaumes montés perpendiculairement à la plate-forme d'image sur l'autel central.
Les deux mandalas auraient évolué séparément en Inde et se seraient réunis pour la première fois en Chine, peut-être par Hui-kuo, le maître de Kūkai.

## Sources
- (en) Cet article est partiellement ou en totalité issu de l’article de Wikipédia en anglais intitulé « Mandala of the Two Realms » (voir la liste des auteurs).